# Aga Khans arkitekturpris

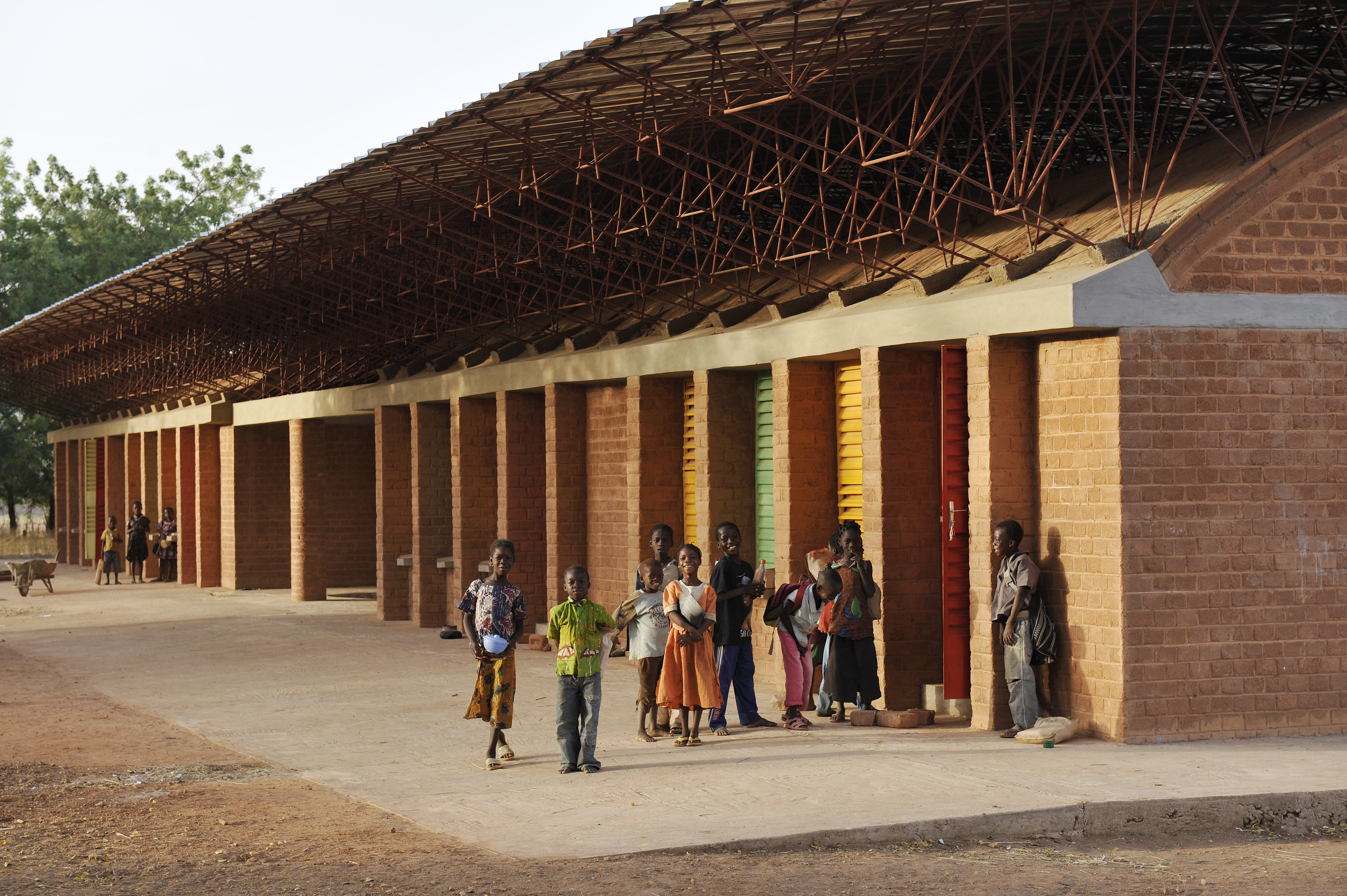
Grundskolan i Gando i Burkina Faso av Diébédo Francis Kéré

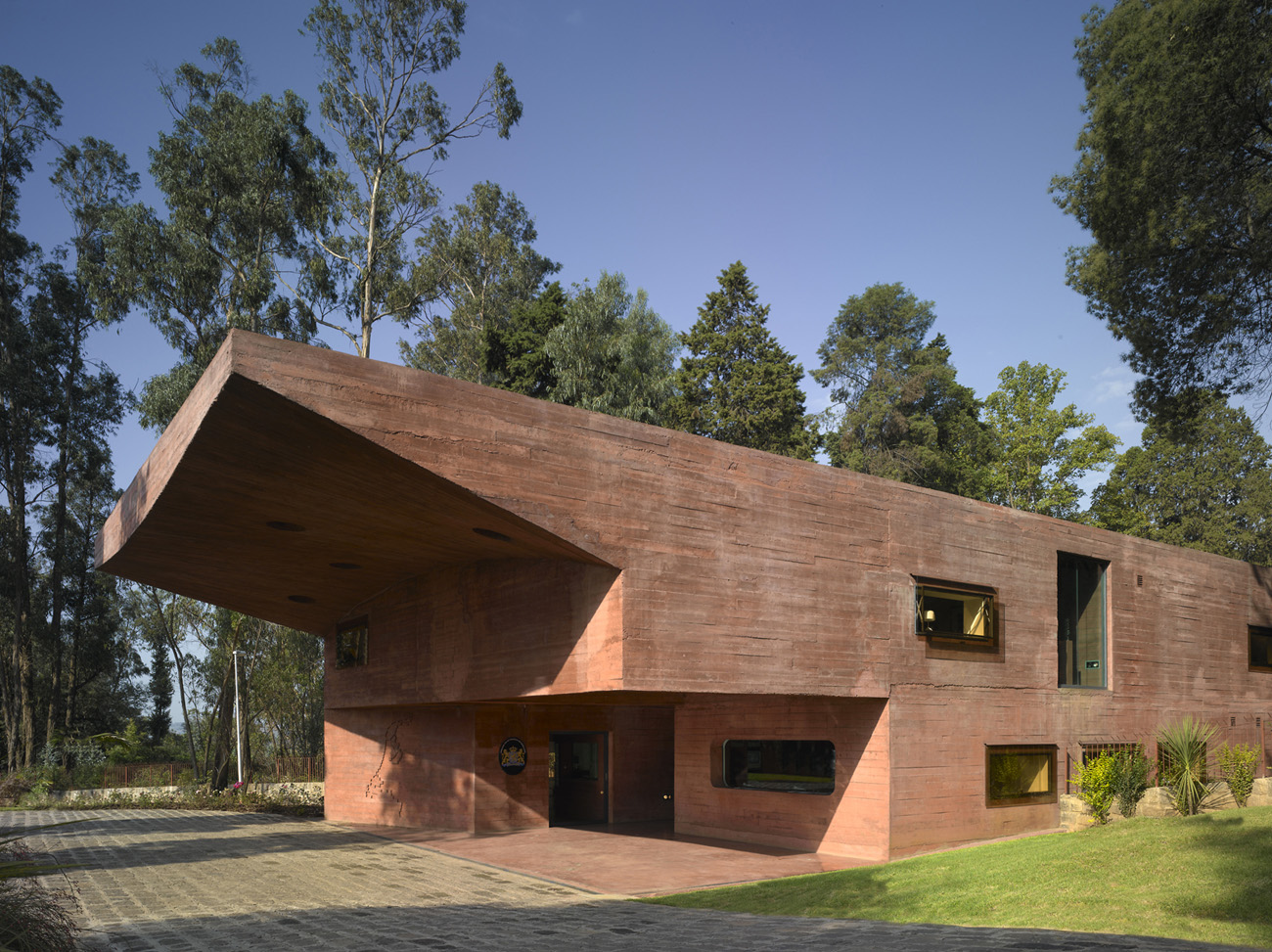
Nederländernas ambassad i Addis Ababa av Bjarne Mastenbroek och Dick van Gameren

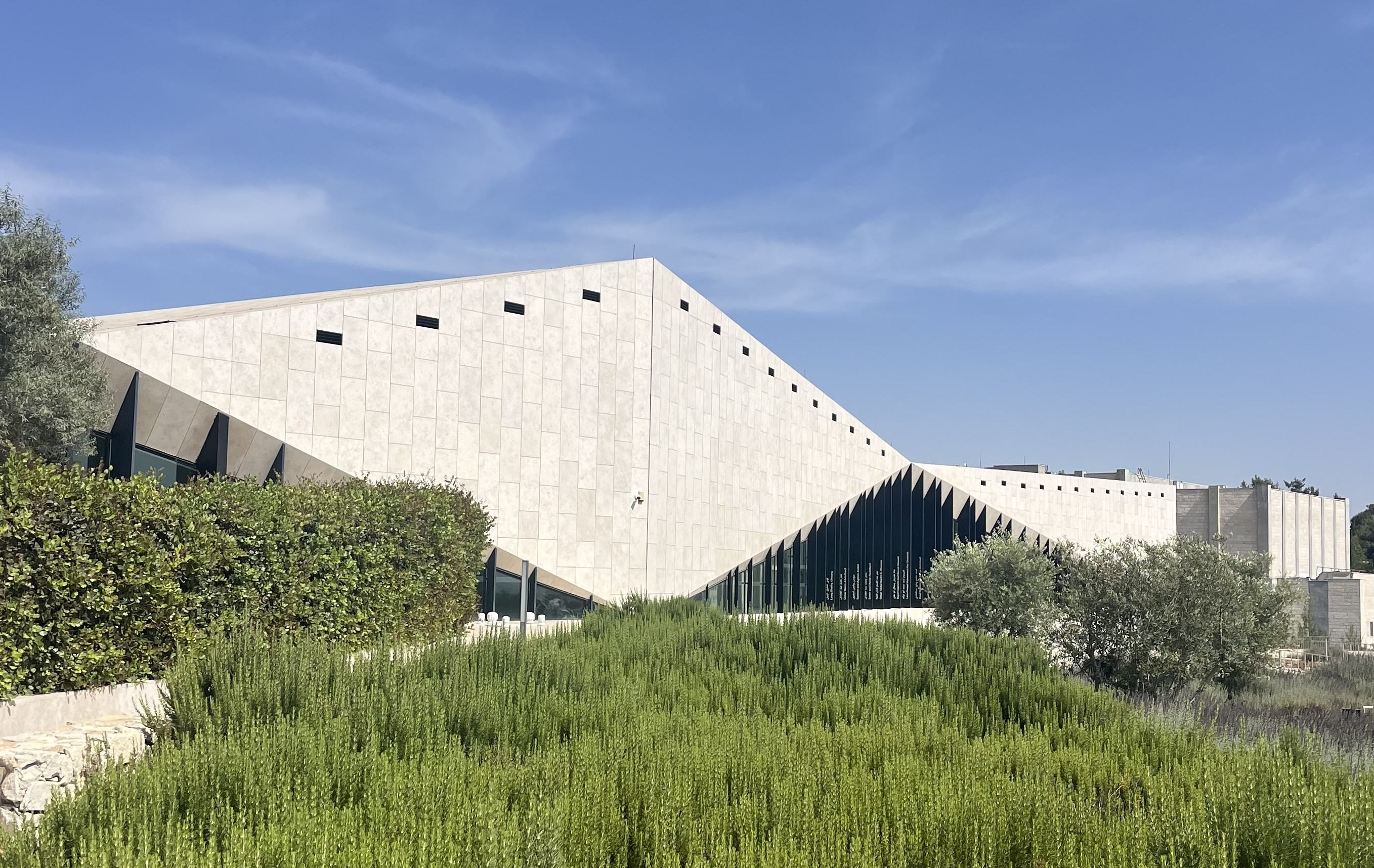
Palestinas nationalmuseum av Heneghan Peng Architects

Aga Khans arkitekturpris är ett arkitekturpris som instiftades 1977 av Aga Khan IV. Syftet med priset var att uppmärksamma och ge erkänsla för arkitektur i muslimska länder, som uppfyller väsentliga behov. 
Ett prisbelopp på uppemot en miljon US dollar delas ut var tredje år till ett fåtal pristagare per omgång.
Priset hanteras av Aga Khan Trust for Culture, som ligger under Aga Khan Development Network.

## Utdelade pris i urval
- 1980 VBB (Sune Lindström med flera) och Malene Bjørn för vattentornen i Kuwait (Kuwaits vattentorn respektive Kuwait Towers)
- 1989 Jean Nouvel, för Institut du monde arabe, Paris, Frankrike
- 2004 Snohetta Hamza Consortium för Biblioteket i Alexandria, Egypten
- 2004 César Pelli för Petronas Towers, Kuala Lumpur, Malaysia
- 2004 Diébédo Francis Kéré, för grundskolan i Gando, Burkina Faso
- 2007 Bjarne Mastenbroek och Dick van Gameren för Nederländernas ambassad i Addis Ababa, Addis Ababa, Etiopien
- 2013 Riwaq - Centre for Architectural Conservation i Ramallah för upprustning av Bir Zeits historiska centrum, Palestina
- 2016 Bjarke Ingels Group för parken Superkilen i Köpenhamn, Danmark
- 2019 Heneghan Peng Architects för Palestinas mationalmuseum i Bir Zeit, Palestina[1]
- 2022 Andra Matin för Banyuwangi International Airport, Java, Indonesien[2]